# 高円寺駅

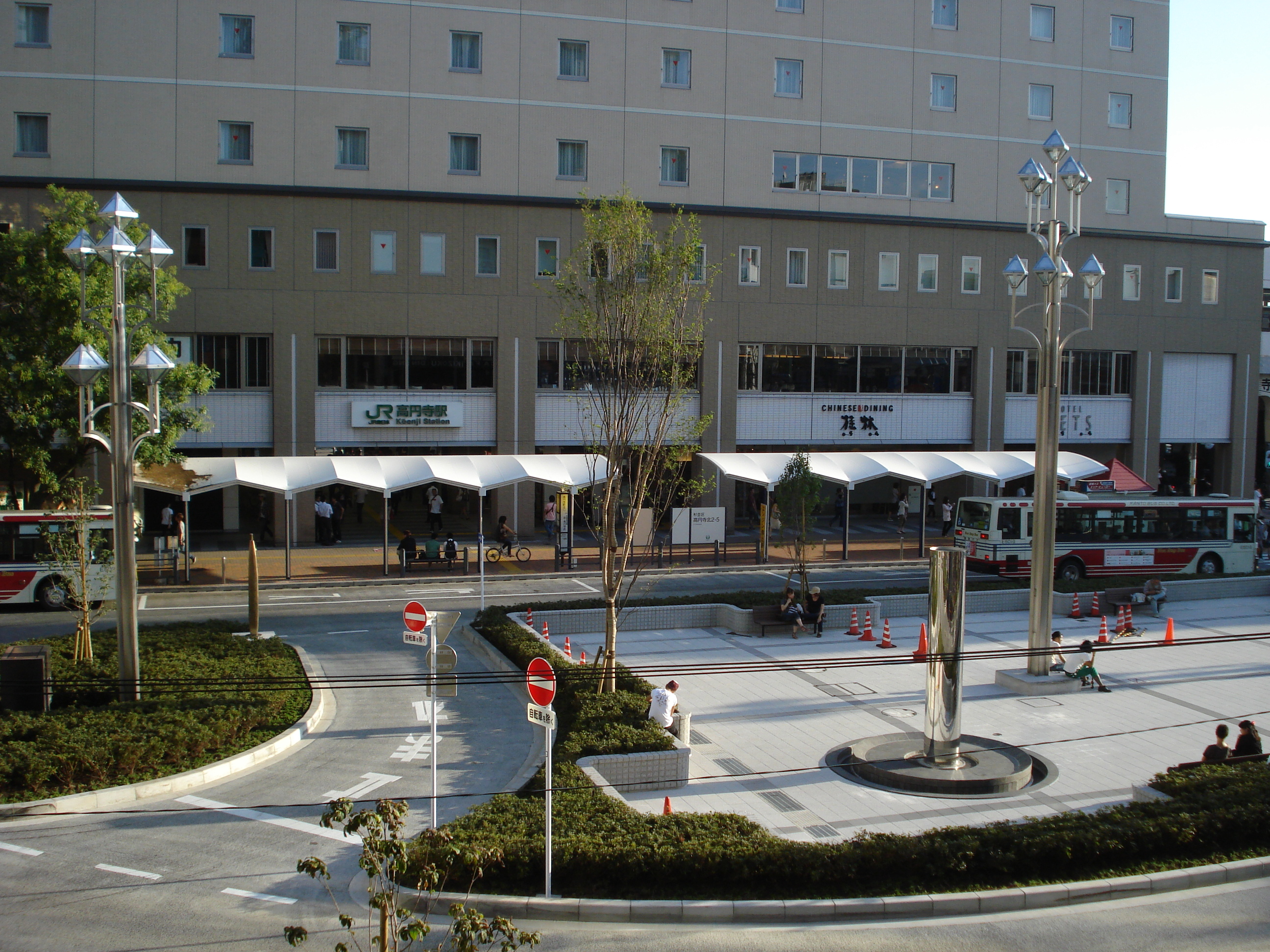
北口（2009年9月）

高円寺駅（こうえんじえき）は、東京都杉並区高円寺南四丁目にある、東日本旅客鉄道（JR東日本）中央本線の駅である。
運転系統としては、急行線を走る中央線快速電車、及び緩行線を走る中央・総武線各駅停車の2系統が停車する。但し中央線快速電車は平日ダイヤ時のみ停車する（「中央線快速#快速停車駅について」も参照）。また、中野駅から乗入れる地下鉄東西線も停車する。駅番号は中央線快速電車がJC 07、中央・総武線各駅停車がJB 06。
特定都区市内制度における「東京都区内」に属する。

## 歴史
- 1922年（大正11年）7月15日：鉄道省の駅として開設[1]。旅客駅[1]。
- 1945年（昭和20年）5月25日：東京大空襲による被害で駅舎焼失。その後応急復旧する。
- 1949年（昭和24年）6月1日：日本国有鉄道発足[4]。
- 1952年（昭和27年）：応急復旧した駅舎を全面改築する。
- 1962年（昭和37年）4月16日：荷物扱い廃止[1]。
- 1964年（昭和39年）9月22日：複線のみ高架化する。
- 1966年（昭和41年）
  - 4月3日：高架複々線化工事が完了する。
  - 4月28日：中央・総武線（各駅停車）が中野から荻窪まで延長するとともに、営団東西線との乗入開始。
- 1975年（昭和50年）9月29日：快速線ホームにエスカレーターを設置[新聞 1]。
- 1987年（昭和62年）4月1日：国鉄分割民営化に伴い、東日本旅客鉄道（JR東日本）の駅となる[1][5]。
- 1992年（平成4年）1月21日：自動改札機設置、使用開始[6]。
- 1994年（平成6年）12月3日：従来の日曜祝休日に加え、土曜も快速通過となる。
- 1995年（平成7年）6月20日頃：緩行線ホームにエスカレーターを設置（これ以前に快速線ホームにはエスカレーターが設置済み）[新聞 2]。
- 2001年（平成13年）11月18日：ICカード「Suica」の利用が可能となる[報道 1]。
- 2004年（平成16年）8月1日：緩行線ホームで阿波踊りの囃子をアレンジした発車メロディの使用を開始（8月中のみ）。
- 2016年（平成28年）8月1日：緩行線ホームの阿波踊りの発車メロディの使用を通年化[報道 2]。
- 2022年（令和4年）3月18日：みどりの窓口の営業を終了[7][2]。

## 駅構造
急行線・緩行線それぞれに島式ホーム1面2線、計2面4線を有する高架駅である。直営駅で指定席券売機が設置されている。地平部に1ヶ所改札口を備えており、改札口は駅の北側・南側両方と行き来出来る通路に面している。また、お客さまサポートコールシステムが導入されており、早朝はインターホンによる案内となる。
ホームと改札階（1階）との間にはエレベーターとエスカレーターが設置されている。多機能トイレを併設したトイレは改札内にあり、その入口には阿波踊りのシルエットが描かれている。
ホーム下の改札外には、Dila高円寺を中心とする飲食・物販店等が設置されている。駅北口はホテルメッツ高円寺などが入るビルと一体化している。

### のりば
| 番線 | 路線                         | 方向 | 行先                              |
| ---- | ---------------------------- | ---- | --------------------------------- |
| 1    | 中央・総武線（各駅停車）     | 西行 | 三鷹方面                          |
| 2    | 中央・総武線（各駅停車）     | 東行 | 新宿・千葉・ 東京メトロ東西線方面 |
| 3    | 中央線（快速） ※平日のみ停車 | 下り | 三鷹・立川・高尾方面              |
| 4    | 中央線（快速） ※平日のみ停車 | 上り | 中野・新宿・東京方面              |

（出典：JR東日本:駅構内図）
- 2面ある島式ホームは、快速と各駅停車がそれぞれ1面ずつ使用している（線路別複々線）。
- 土曜・休日は中央線（快速）の全列車が通過するため、3・4番線ホームは閉鎖される。
- 2020年3月14日のダイヤ改正以降、早朝・深夜に設定されていた東京駅発着各停が消滅した[報道 3]。
- 中央線快速は、2020年代前半（2021年度以降の向こう5年以内）をめどに快速電車に2階建てグリーン車を2両連結させ12両編成運転を行う。そのため今後12両編成の列車が停車できるようにホームを延長する工事などが実施され[報道 4][新聞 3]、2024年10月12日までに12両編成対応のホームの延伸を完了し、翌日10月13日より快速電車における12両編成の運転が開始されたが、この時は土曜・休日ダイヤで運転され全列車が当駅を通過したことから、実際に当駅へ12両編成の列車が停車したのは平日ダイヤの10月15日からである[報道 5]。

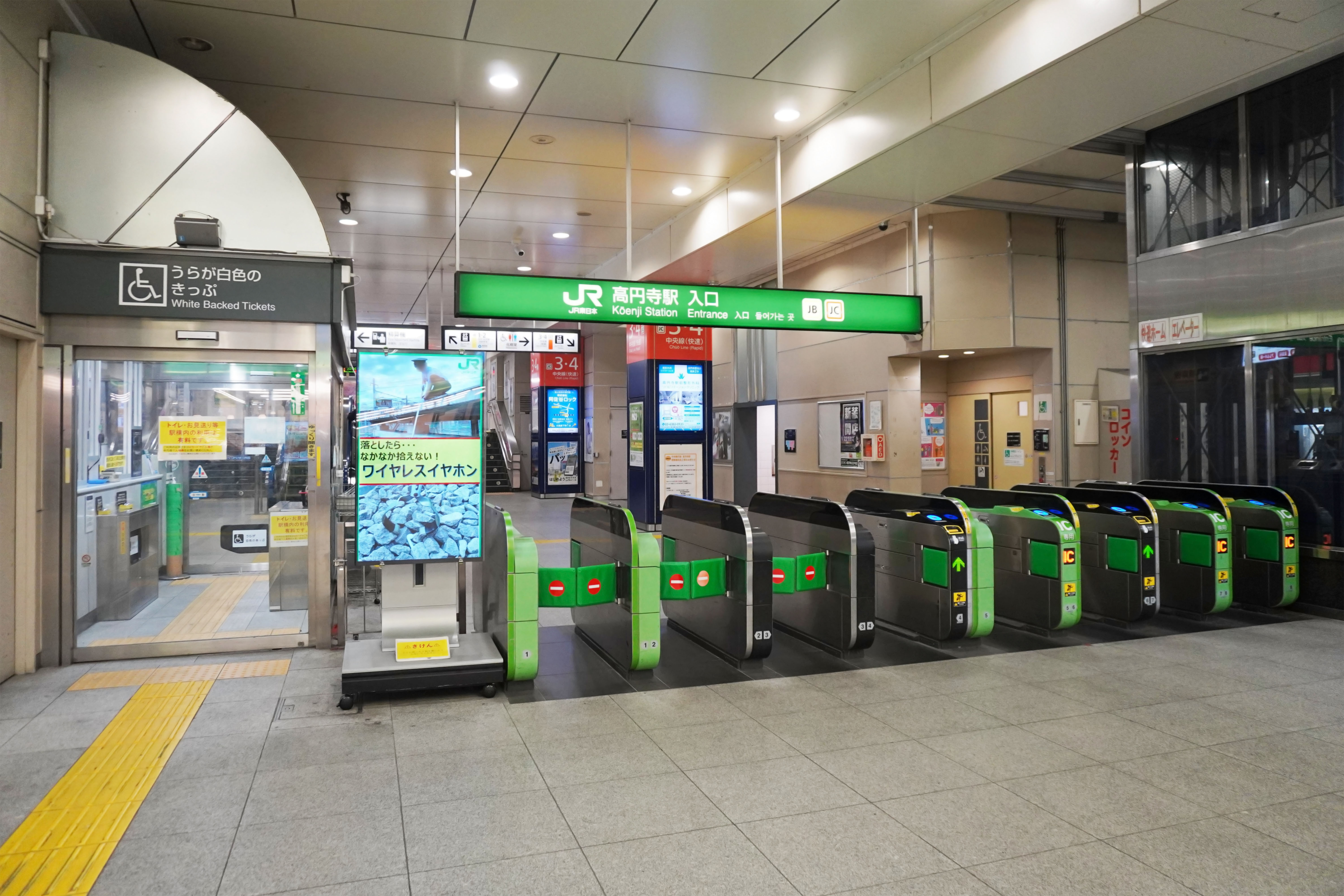
改札口（2024年1月）
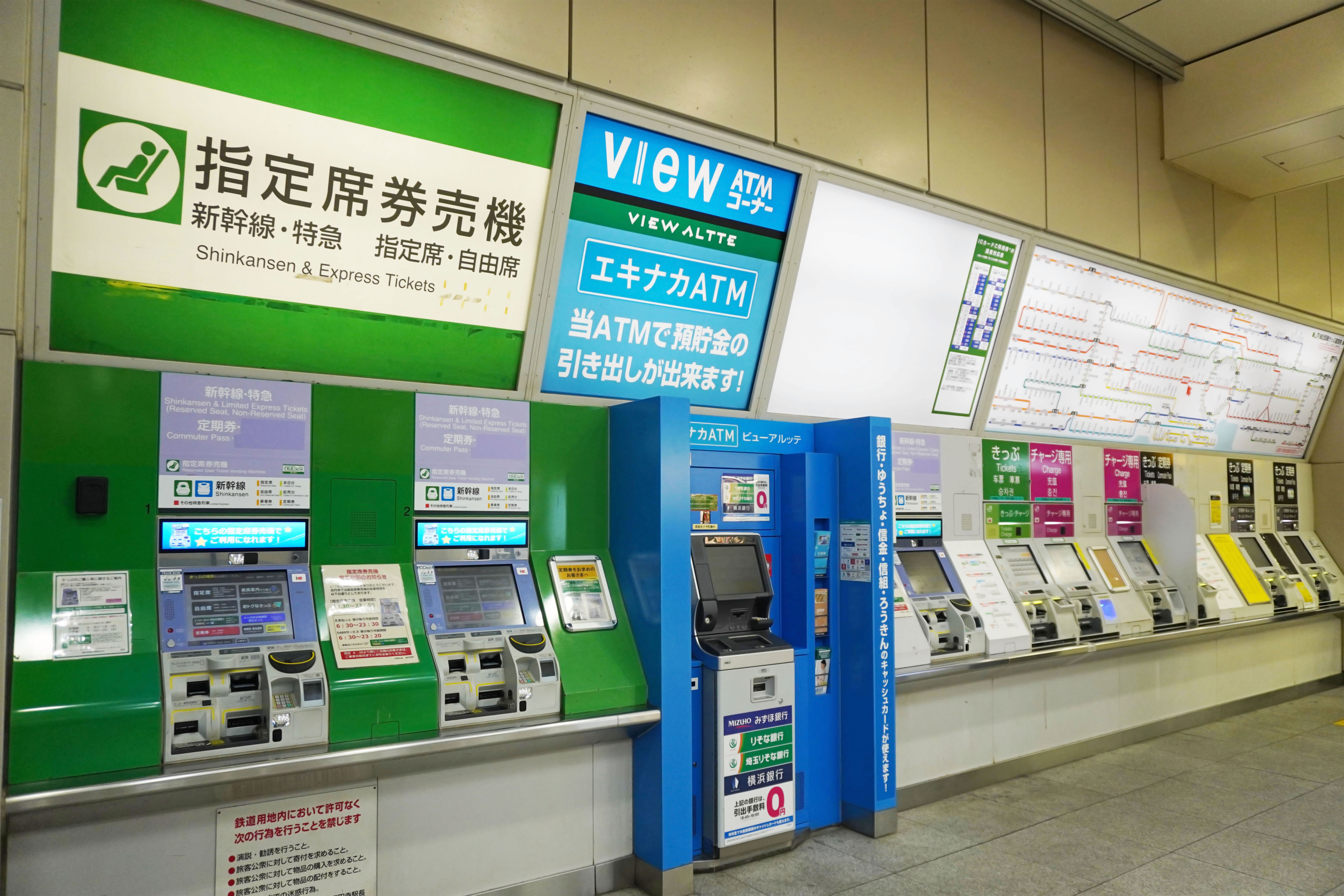
自動券売機（2024年1月）
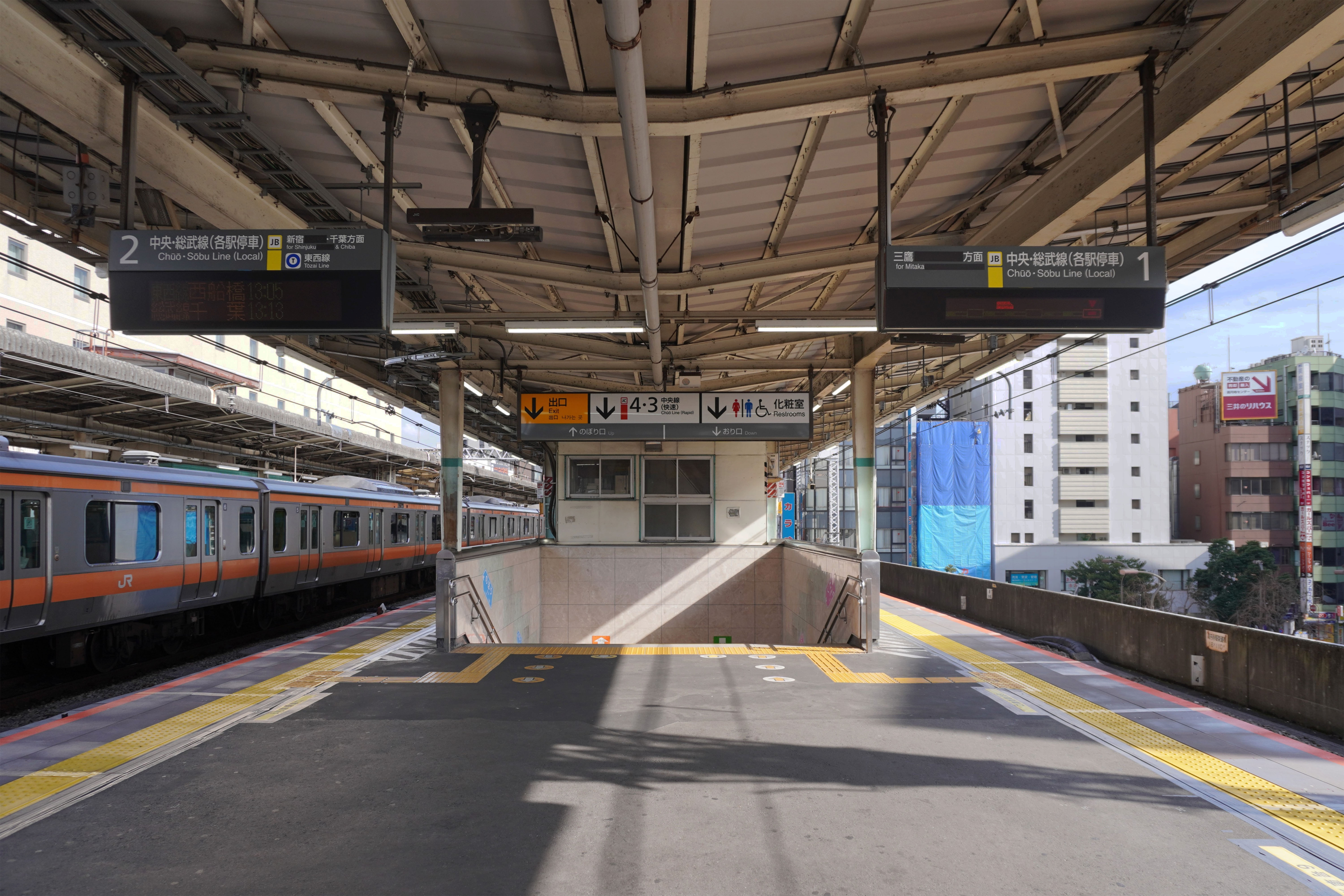
1・2番線ホーム（2024年1月）
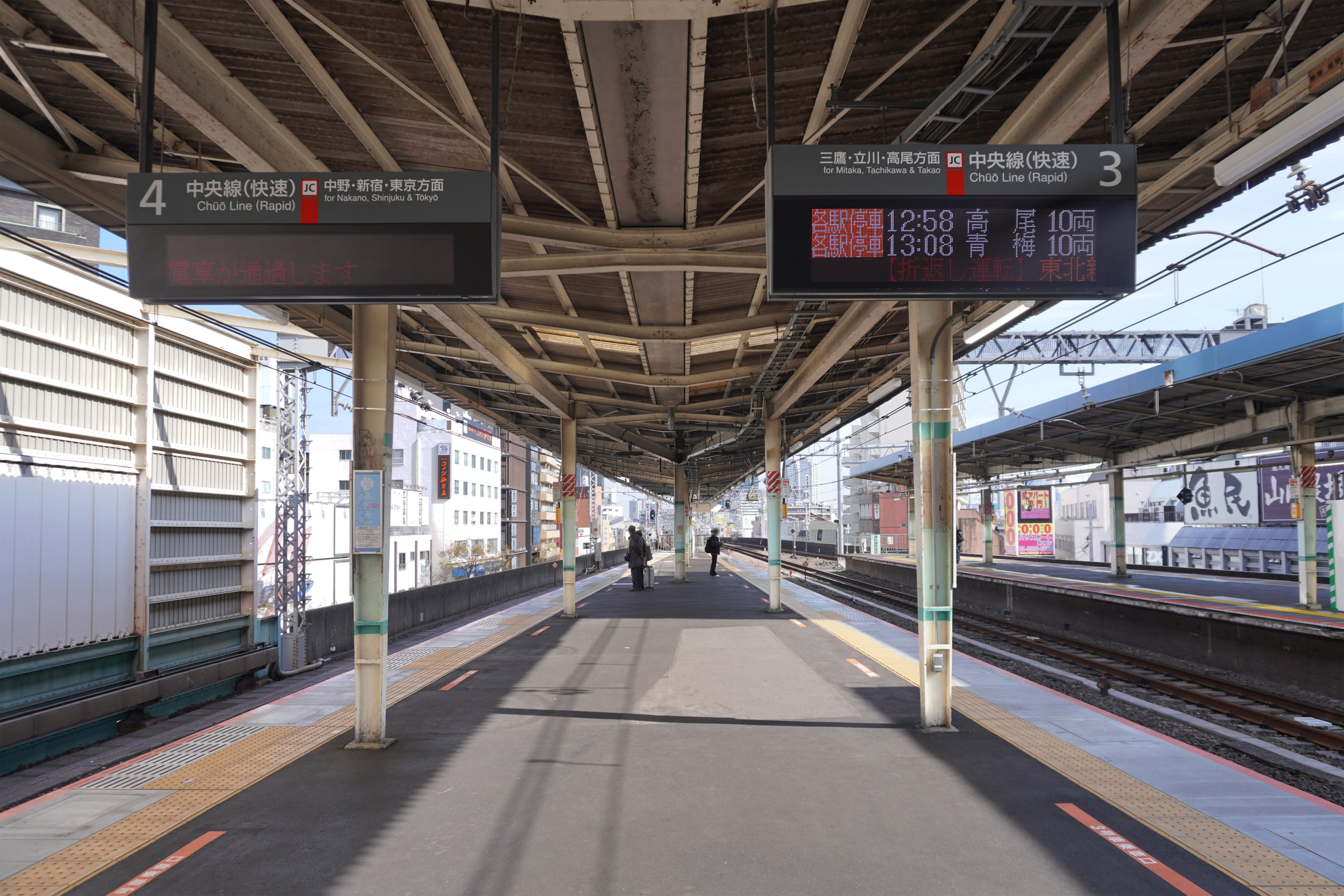
3・4番線ホーム（2024年1月）

### 発車メロディ
駅周辺で毎年8月に「東京高円寺阿波おどり」が開催されていることにちなみ、1・2番線では2004年から阿波踊りの囃子をアレンジした発車メロディを使用している。当初は8月中限定であったが、2016年8月1日からはアレンジを変更の上、通年で使用されている。2016年から使用されているバージョンはジーアングル制作で、編曲は松本健が手掛けた。
3・4番線では日本電音制作の汎用メロディを使用している。
| 1 |               | 阿波踊り verA |
| 2 | 阿波踊り verB |               |
| 3 |               | 春            |
| 4 | せせらぎ      |               |

## 利用状況
2023年度（令和5年度）の1日平均乗車人員は46,069人である。JR東日本管内の駅では新大久保駅に次いで第96位。
1990年度（平成2年度）以降の1日平均乗車人員の推移は以下の通り。
| 年度               | 1日平均 乗車人員 | 出典     |
| ------------------ | ---------------- | -------- |
| 1990年（平成02年） | 50,551           | [ * 1 ]  |
| 1991年（平成03年） | 53,003           | [ * 2 ]  |
| 1992年（平成04年） | 54,351           | [ * 3 ]  |
| 1993年（平成05年） | 54,356           | [ * 4 ]  |
| 1994年（平成06年） | 52,901           | [ * 5 ]  |
| 1995年（平成07年） | 51,489           | [ * 6 ]  |
| 1996年（平成08年） | 51,630           | [ * 7 ]  |
| 1997年（平成09年） | 50,720           | [ * 8 ]  |
| 1998年（平成10年） | 49,899           | [ * 9 ]  |
| 1999年（平成11年） | 49,527           | [ * 10 ] |
| 2000年（平成12年） | 49,482           | [ * 11 ] |
| 2001年（平成13年） | 49,765           | [ * 12 ] |
| 2002年（平成14年） | 49,662           | [ * 13 ] |
| 2003年（平成15年） | 49,450           | [ * 14 ] |
| 2004年（平成16年） | 48,541           | [ * 15 ] |
| 2005年（平成17年） | 48,233           | [ * 16 ] |
| 2006年（平成18年） | 48,463           | [ * 17 ] |
| 2007年（平成19年） | 49,536           | [ * 18 ] |
| 2008年（平成20年） | 49,353           | [ * 19 ] |
| 2009年（平成21年） | 49,079           | [ * 20 ] |
| 2010年（平成22年） | 48,634           | [ * 21 ] |
| 2011年（平成23年） | 48,055           | [ * 22 ] |
| 2012年（平成24年） | 48,341           | [ * 23 ] |
| 2013年（平成25年） | 49,238           | [ * 24 ] |
| 2014年（平成26年） | 48,999           | [ * 25 ] |
| 2015年（平成27年） | 49,907           | [ * 26 ] |
| 2016年（平成28年） | 50,339           | [ * 27 ] |
| 2017年（平成29年） | 51,388           | [ * 28 ] |
| 2018年（平成30年） | 51,763           | [ * 29 ] |
| 2019年（令和元年） | 51,647           | [ * 30 ] |
| 2020年（令和02年） | 38,249           |          |
| 2021年（令和03年） | 40,048           |          |
| 2022年（令和04年） | 43,296           |          |
| 2023年（令和05年） | 46,069           |          |

## 駅周辺
住宅街が広がっており、駅周囲には多くの大規模商店街がある。北口には高円寺純情商店街、南口には高円寺パル商店街、高円寺ルック商店街などがある。下北沢ほどではないが個性的な古着屋が集積している。小さなライブハウスも多く、特に休日になると多くの若者で賑わう。
- 宿鳳山高円寺（高円寺の名の由来となった寺院）
- 杉並区立杉並芸術会館「座・高円寺」
- JR東日本ホテルメッツ高円寺
- 杉並警察署高円寺駅前交番[16]
- 西部古書会館
- 東京メトロ丸ノ内線新高円寺駅
- 都営バス杉並支所
- 東京都道318号環状七号線（環七通り）
- 青梅街道
- 五日市街道起点（「五日市街道入口」交差点）
- オーケー 高円寺店
- 業務スーパー 高円寺店

この他高円寺駅から中野、阿佐ケ谷駅方向の中央線高架下スペースには、多数の各種店舗や倉庫等が入居している。阿佐ケ谷駅との間の高架下では2020年4月1日、「alːku（アルーク）阿佐ヶ谷」が開業した。

## バス路線
運行会社は、高43・60・63・70と赤31-1は関東バス単独、赤31は関東バス及び国際興業バスの共同運行、高45は関東バス及び京王バスの共同運行、赤31-2は国際興業バス単独である。
駅前を発着する以下の路線の他、駅東側の環七通り上に都営バスの「高円寺駅入口」停留所があり（外回り方向は関東バス「高円寺中学」・国際興業バス「高円寺中学校」と共用）、王78（新宿駅西口行・杉並車庫前行 / 王子駅前行・大和町行）が経由している。
北口ののりばに関しては関東バス公式サイト「関東バスナビ」で表示されている番号である。
| のりば | 運行事業者                | 系統・行先                                      |      |
| 北口   | 北口                      | 北口                                            | 北口 |
| ------ | ------------------------- | ----------------------------------------------- | ---- |
| 0      | 関東バス                  | - 高70：丸山営業所 - K05・K06：白鷺せせらぎ公園 |      |
| 1      | 関東バス                  | 赤31-1：阿佐谷営業所                            |      |
| 2      | 関東バス                  | - 高10・高60：練馬駅 - 高63：豊玉南住宅         |      |
| 3      | - 関東バス - 国際興業バス | 赤31：赤羽駅東口                                |      |
| 3      | 国際興業バス              | 赤31-2：国立西が丘競技場（赤羽車庫）            |      |
| 南口   |                           |                                                 |      |
| 5      | 関東バス                  | 高43：五日市街道営業所                          |      |
| 6      | - 関東バス - 京王バス     | 高45：永福町                                    |      |

## 隣の駅
東日本旅客鉄道（JR東日本）
 中央線（快速）
■特別快速「ホリデー快速おくたま」・■通勤特快・■中央特快・■青梅特快・■通勤快速（以上は全列車）・■快速（土曜・休日）
通過
■快速（平日、下り高尾方面は「各駅停車」扱い）
中野駅 (JC 06) - 高円寺駅 (JC 07) - 阿佐ケ谷駅 (JC 08)
 中央・総武線（各駅停車）・ 東西線直通
中野駅 (JB 07) - 高円寺駅 (JB 06) - 阿佐ケ谷駅 (JB 05)

### 記事本文
1. 1 2 3 4 5  石野哲 編『停車場変遷大事典 国鉄・JR編 II』（初版）JTB、1998年10月1日、176頁。ISBN 978-4-533-02980-6。
2. 1 2 3  “「2021年度営業関係施策（その3）」について提案を受ける!” (PDF).   輸送サービス労組東京地本 (2021年12月18日). 2021年12月22日時点のオリジナルよりアーカイブ。2021年12月22日閲覧。
3. 1 2  “駅の情報（高円寺駅）：JR東日本”.   東日本旅客鉄道. 2023年9月12日時点のオリジナルよりアーカイブ。2023年9月12日閲覧。
4. ↑  歴史でめぐる鉄道全路線 国鉄・JR 5号、25頁
5. ↑  歴史でめぐる鉄道全路線 国鉄・JR 5号、27頁
6. ↑  「JR年表」『JR気動車客車編成表 '92年版』ジェー・アール・アール、1992年7月1日、182頁。ISBN 4-88283-113-9。
7. ↑  “駅の情報（高円寺駅）：JR東日本”.   東日本旅客鉄道. 2022年3月5日時点のオリジナルよりアーカイブ。2022年3月5日閲覧。
8. ↑  高円寺駅構内図
9. ↑  Dila高円寺
10. ↑  “オリジナル音楽制作”.   ジーアングル. 2016年12月16日時点のオリジナルよりアーカイブ。2022年8月20日閲覧。
11. ↑  “コンテンツを探す”. 鉄道モバイル.  スイッチ. 2022年8月20日閲覧。
12. ↑  “これでもう迷わない! 毎日でもチェックしたい「高円寺」古着屋12選”. RETRIP - 旅行・おでかけメディア (2018年11月16日). 2021年7月28日閲覧。
13. ↑  “【古着屋巡り！】高円寺のおすすめ古着屋18選！メンズもレディースも紹介♡”. aumo (2020年12月3日). 2021年7月28日閲覧。
14. ↑  “楽天ラクマで古着の取引数が増加、キーワードは「原宿」「高円寺」「下北沢」”. FASHIONSNAP.COM (2021年4月1日). 2021年7月28日閲覧。
15. ↑  “音楽好きが集まる高円寺のライブハウス紹介!”. Pathee.   Pathee (2017年8月31日). 2021年7月28日閲覧。
16. ↑  高円寺駅前交番（全国警察署一覧）
17. ↑  「関東バスナビ」での表記例
18. ↑  年末年始期間中（12月30日 - 1月3日間）も含む。

#### 報道発表資料
1. ↑  “Suicaご利用可能エリアマップ（2001年11月18日当初）” (PDF).   東日本旅客鉄道. 2019年7月27日時点のオリジナルよりアーカイブ。2020年4月27日閲覧。
2. 1 2  『中央線高円寺駅の「阿波おどり調」の発車メロディを通年化します』（PDF）（プレスリリース）東日本旅客鉄道東京支社、2016年7月27日。オリジナルの2016年8月3日時点におけるアーカイブ。2020年4月21日閲覧。
3. ↑  『2020年3月ダイヤ改正について』（PDF）（プレスリリース）東日本旅客鉄道、2019年12月13日、6頁。オリジナルの2019年12月13日時点におけるアーカイブ。2020年7月23日閲覧。
4. ↑  『中央快速線等へのグリーン車サービスの導入について』（PDF）（プレスリリース）東日本旅客鉄道、2015年2月4日。オリジナルの2019年9月24日時点におけるアーカイブ。2020年4月21日閲覧。
5. ↑  『中央線快速・青梅線でグリーン車サービスを開始します ～快適な移動空間の提供を通じ、輸送サービスの質的変革を目指します～』（PDF）（プレスリリース）東日本旅客鉄道、2024年9月10日。オリジナルの2024年9月10日時点におけるアーカイブ。2024年11月10日閲覧。
6. ↑  『2020年春、JR中央線 阿佐ヶ谷～高円寺駅間に「食」「学び」を通して、子育て世代を応援するコミュニティ空間「alːku阿佐ヶ谷」が誕生!』（PDF）（プレスリリース）ジェイアール東日本都市開発、2020年3月19日。オリジナルの2020年4月11日時点におけるアーカイブ。2020年3月26日閲覧。

#### 新聞記事
1. ↑  “高円寺・阿佐ヶ谷・西荻窪 エスカレーター設置”. 交通新聞 (交通協力会):  p. 2. (1975年9月30日)
2. ↑  “エスカレーター稼働 JR東京地域本社 阿佐ケ谷、西荻窪駅緩行線”. 交通新聞 (交通新聞社):  p. 3. (1995年6月7日)
3. ↑  “JR東日本、中央線のグリーン車計画を延期”. 産経新聞. (2017年3月24日).  オリジナルの2017年3月24日時点におけるアーカイブ。 2020年11月29日閲覧。

### 利用状況
1. ↑  東京都統計年鑑 - 東京都
2. ↑  杉並区統計書 - 杉並区

JR東日本の1999年度以降の乗車人員
1. ↑  各駅の乗車人員（1999年度） - JR東日本
2. ↑  各駅の乗車人員（2000年度） - JR東日本
3. ↑  各駅の乗車人員（2001年度） - JR東日本
4. ↑  各駅の乗車人員（2002年度） - JR東日本
5. ↑  各駅の乗車人員（2003年度） - JR東日本
6. ↑  各駅の乗車人員（2004年度） - JR東日本
7. ↑  各駅の乗車人員（2005年度） - JR東日本
8. ↑  各駅の乗車人員（2006年度） - JR東日本
9. ↑  各駅の乗車人員（2007年度） - JR東日本
10. ↑  各駅の乗車人員（2008年度） - JR東日本
11. ↑  各駅の乗車人員（2009年度） - JR東日本
12. ↑  各駅の乗車人員（2010年度） - JR東日本
13. ↑  各駅の乗車人員（2011年度） - JR東日本
14. ↑  各駅の乗車人員（2012年度） - JR東日本
15. ↑  各駅の乗車人員（2013年度） - JR東日本
16. ↑  各駅の乗車人員（2014年度） - JR東日本
17. ↑  各駅の乗車人員（2015年度） - JR東日本
18. ↑  各駅の乗車人員（2016年度） - JR東日本
19. ↑  各駅の乗車人員（2017年度） - JR東日本
20. ↑  各駅の乗車人員（2018年度） - JR東日本
21. ↑  各駅の乗車人員（2019年度） - JR東日本
22. ↑  各駅の乗車人員（2020年度） - JR東日本
23. ↑  各駅の乗車人員（2021年度） - JR東日本
24. ↑  各駅の乗車人員（2022年度） - JR東日本
25. ↑  各駅の乗車人員（2023年度） - JR東日本

東京都統計年鑑
1. ↑  東京都統計年鑑（平成2年）
2. ↑  東京都統計年鑑（平成3年）
3. ↑  東京都統計年鑑（平成4年）
4. ↑  東京都統計年鑑（平成5年）
5. ↑  東京都統計年鑑（平成6年）
6. ↑  東京都統計年鑑（平成7年）
7. ↑  東京都統計年鑑（平成8年）
8. ↑  東京都統計年鑑（平成9年）
9. ↑  東京都統計年鑑（平成10年） (PDF)
10. ↑  東京都統計年鑑（平成11年） (PDF)
11. ↑  東京都統計年鑑（平成12年）
12. ↑  東京都統計年鑑（平成13年）
13. ↑  東京都統計年鑑（平成14年）
14. ↑  東京都統計年鑑（平成15年）
15. ↑  東京都統計年鑑（平成16年）
16. ↑  東京都統計年鑑（平成17年）
17. ↑  東京都統計年鑑（平成18年）
18. ↑  東京都統計年鑑（平成19年）
19. ↑  東京都統計年鑑（平成20年）
20. ↑  東京都統計年鑑（平成21年）
21. ↑  東京都統計年鑑（平成22年）
22. ↑  東京都統計年鑑（平成23年）
23. ↑  東京都統計年鑑（平成24年）
24. ↑  東京都統計年鑑（平成25年）
25. ↑  東京都統計年鑑（平成26年）
26. ↑  東京都統計年鑑（平成27年）
27. ↑  東京都統計年鑑（平成28年）
28. ↑  東京都統計年鑑（平成29年）
29. ↑  東京都統計年鑑（平成30年）
30. ↑  東京都統計年鑑（平成31年・令和元年）